# Achmed Bataev
Achmed Sultanovič Bataev (in russo Ахмед Султанович Батаев?; in bulgaro Ахмед Батаев?, Ahmed Bataev; Chasavjurt, 23 settembre 1991) è un lottatore russo naturalizzato bulgaro specializzato nella lotta libera.

## Palmarès
- Europei

Budapest 2022: argento nei 92 kg